# Javier Herce
Javier Herce (Logroño) es un escritor español.
Nacido en Logroño (La Rioja), comenzó su carrera literaria con la publicación en 2006 de El cuaderno de Bruno, novela en la que relataba la historia de un chico maltratado por su padre alcohólico. En 2007 ganó el Premio Odisea con la novela Desde aquí hasta tu ventana. En agosto de 2009 publica su tercera novela, repitiendo con Odisea, titulada Cuando acabe el verano, y más tarde El chico del gorro rojo (2011) y Cartas a un soñador (2013). Dentro del género de terror gótico ha publicado Matar a un vampiro (2011) y su continuación, La venganza del vampiro (2014). En 2015 publica nueva novela de terror, Zementerio, y en 2017 vuelve al drama con Piensa en mañana, de Nowevolution Editorial, a la que siguieron "Todo lo que quise decirte y no pude" (2020) y "Mario solo quería volar" (2023, novela sobre bulliyng LGTB), todas con la misma editorial.
En 2022 vuelve a la novela romántica de la mano de Harlequin (HarperCollins) con la novela "La distracción perfecta" y en 2023 debuta con el género histórico en Distrito 93 Editorial con "Me llamo Anabel".
También ha publicado diversos textos en diferentes publicaciones literarias, como revistas y fanzines. 
En cuanto a la fotografía, ha hecho varias exposiciones desde 2006.
También ha realizado cortometrajes, como Autodestrucción (2007). Previamente había elaborado la trilogía de Terror Drag.
Es el creador y redactor del magazine digital Ultratumba, revista dedicada a la cultura gótica, en la que publica relatos, entrevistas y fotografías.
También en 2018 hace su debut en la música con el tema «Existe un Lugar», que él mismo compone. En 2019 sale su primer álbum, Puedo Cantar y en 2021 el segundo "Como La Primera Vez".
En 2024 lanza su quinto álbum, I'm Ok I'm Not, en el que mezcla sonidos soul, pop, jazz y RnB.

## Libros
- El cuaderno de Bruno, 2006
- Desde aquí hasta tu ventana, 2007, Premio Odisea
- Selección, 2008
- Cuando acabe el verano, 2009.
- El chico del gorro rojo, 2011.
- Matar a un vampiro, 2011
- Cartas a un soñador, 2013
- La venganza del vampiro, 2014
- Zementerio, 2015
- Piensa en mañana, 2017
- La casa Ferrer, 2017
- Todo lo que quise decirte y no pude, 2020
- La distracción perfecta, 2022
- Me llamo Anabel, 2023
- Mario solo quería volar, 2023

## Música
Álbumes
- «Puedo Cantar», 2019
- «Como La Primera Vez», 2021
- «La Más Bella Melodía», 2023
- «The Reborn», 2024
- «I'm Ok I'm Not», 2024

## Exposiciones fotográficas
- Trans-normal, 2006
- Jot people, 2006
- Miradas perdidas, 2007
- Oscura luminosidad, 2007
- Juan, Alonso y Cryst, 2008
- Sacramental, 2009
- D.E.P., 2010
- Lady Dramakuin, 2015

## Cortometrajes
- Terror Drag, 2006
- Terror Drag 2, 2006
- Terror Drag 3, 2007
- Autodestrucción, 2007
- Pero mira que somos idiotas, 2007.
- La viuda, 2011